# Mofeta dels Andes
La mofeta dels Andes (Conepatus chinga) és una espècie de mofeta de Sud-amèrica. Viu a l'Argentina, Bolívia, el Brasil, Xile, el Perú i l'Uruguai.